# بل ۴۳۰
بل ۴۳۰ (به انگلیسی: Bell 430) یک بالگرد ساختِ کارخانهٔ بل هلیکوپتر در کشور ایالات متحده آمریکا و کانادا است که در سال ۱۹۹۶–۲۰۰۸ ساخته شد. این بالگرد برای نخستین بار در ۲۵ اکتبر ۱۹۹۴ میلادی مورد استفاده قرار گرفت.